# Ko Samui
Ko Samui (ili Koh Samui, เกาะสมุย ; ili često jednostavno Samui) je otok u Tajlandskom zaljevu, uz obalu Malajskog poluotoka, ujedno i treći po veličini otok u Tajlandu, površine 228,7km2, populacije preko 50.000 (prema podacima iz 2008.). Bogat je prirodnim dobrima te je iznimno popularna turistička lokacija zbog svojih bijelih pješčanih plaža, koraljnih grebena i kokosovog drveća.

## Administracija
Ko Samui je Amphoe (distrikt) provincije Surat Thani, podijeljen u 7 okruga (tambona). Čitav otok je jedna općina (thesaban mueang), no "distrikt" pokriva otok i otočje Ang Thong te neke druge manje obližnje otoke. Administrativne jedinice Ko Samuia su:
| 1. Ang Thong 2. Lipa Noi 3. Taling Ngam 4. Na Mueang 5. Maret 6. Bo Phut 7. Mae Nam | Plan administrativnih jedinica (tambona) |

## Galerija slika
- Plaža Lipa Noi
- Samui internacionalni aerodrom
- Zalazak sunca na plaži na Ko Samuiu
- Na Thon, glavno naselje na otoku